# José Frade
José Ángel Frade Almohalla (Madrid, 1938) es un empresario español, productor y distribuidor cinematográfico y de televisión.

## Trayectoria profesional
Comienza su actividad como empresario de compañías teatrales a finales de la década de 1950, siendo su primera producción Irma la dulce, convertida en un gran éxito en Barcelona y el resto de España pese al fracaso inicial en Madrid. Luego contrata a Conchita Montes para protagonizar La tía Mame, que en ese momento interpretaba Rosalind Russell en Broadway. Ambas obras fueron después llevadas al cine en Hollywood.
Es también empresario de humoristas y cantantes, tanto españoles como extranjeros: Los Cinco Latinos, Yma Sumac, Miguel Gila, Mary Santpere, etc.
En 1996 pone en marcha Canal 7 de Televisión con cobertura dentro de la Comunidad de Madrid convirtiéndolo en un éxito entre los años 2002 y 2005 cuando se alza con el liderato de audiencia durante veinticinco meses consecutivos. Tras la adjudicación de licencias para la nueva TDT y consiguiendo solo tres concesiones traspasó la señal al empresario Blas Herrero para su emisora Hit TV.

### Éxito comercial
Convertido enseguida en uno de los principales productores cinematográficos españoles, la primera parte de su carrera se centra en la coproducción de spaghetti western hasta que en 1970 produce una comedia que resulta un éxito sin precedentes, No desearás al vecino del quinto, dirigida por Tito Fernández y protagonizada por Alfredo Landa. Así nace el género conocido como landismo, que continúa con No desearás la mujer del vecino (1971), Préstame quince días (1971), Los días de Cabirio (1971), Cuando el cuerno suena (1975), etc.
Paralelamente acoge producciones de diversos géneros (suspense, musical, destape), con directores consolidados (José Luis Sáenz de Heredia, José Antonio Nieves Conde, Luis Lucia) y nuevos realizadores (Eloy de la Iglesia). Con La chica del Molino Rojo, dirigida por Eugenio Martín en 1973, la imagen de niña prodigio de Marisol deja paso a una Pepa Flores adulta y sofisticada. Produce asimismo varias películas para el lucimiento de Manolo Escobar.

### Cine en transición
Con la llegada de la Transición Española, su trayectoria evoluciona hacia películas de contenido histórico y social, presentadas y premiadas en los festivales internacionales, siendo las primeras Tormento y Pim, pam, pum... ¡fuego! (Pedro Olea, 1974 y 1975) y, a continuación, títulos tan representativos de la apertura como La trastienda (Jorge Grau, 1975), Las largas vacaciones del 36 (Jaime Camino, 1976), La guerra de papá (Antonio Mercero, 1977) o Un hombre llamado Flor de Otoño (Pedro Olea, 1978).
En 1977 resulta elegido Presidente de la Asociación Independiente de Productores Cinematográficos Españoles, siendo el primero elegido democráticamente fuera del sindicato vertical.
No abandona el cine más comercial que dirige Mariano Ozores: Préstame tu mujer (1980), Brujas mágicas (1981), Cristóbal Colón, de oficio... descubridor (1982), Juana la loca... de vez en cuando (1983), etc. y en 1989 produce la película Sangre y arena, dirigida por Javier Elorrieta y protagonizada por Sharon Stone.

### Televisión
En 1983 extiende su producción a la televisión con la serie Las pícaras, pero se muestra muy crítico con la política de subvenciones al cine español y sus vínculos con Televisión Española durante el mandato de Pilar Miró y los sucesivos gobiernos de Felipe González.
Durante la década de 1990 se convierte en accionista de Antena 3 Televisión llegando a poseer el 5% de la cadena. Produce entonces las series Canguros (1994), Hermanos de leche (1994), Tres hijos para mí solo (1995) y Yo, una mujer (1996). Con TVE vuelve a colaborar en Café con leche (1998), Academia de baile Gloria (2001) y ¿Se puede? (2004).
Finalmente, en 1996 pone en marcha su propia televisión, Canal 7 Televisión, donde produce los programas El precio justo, El rastro, Ayuda en marcha, 7 de corazones, Corazón del milenio y El debate, entre otros. Asimismo lanza programas musicales como Las chicas y los chicos, Dedicado a ti, Salto a la fama, La copla, Historias del cuplé.
En 1998 es uno de los principales financiadores del diario La Razón, fundado por Luis María Anson, aunque pronto se desliga del proyecto. Ese año los tribunales resuelven en su contra una querella interpuesta frente a los responsables de la serie de Telecinco Médico de familia por un presunto delito contra la propiedad intelectual.
En 2010 produce la película Don Mendo Rock. ¿La venganza?, dirigida por José Luis García Sánchez.
En el año 2014 estrena la película Por un puñado de besos y en el año 2017 la serie de TVE La sonata del silencio.
Las nuevas plataformas de emisión de contenidos han animado el sector y la productora de Frade, con su hijo Constantino a la cabeza, desarrolla varios proyectos de envergadura por los que han mostrado interés distintos operadores. La Reconquista, basada en el libro de José Javier Esparza, y varios argumentos originales forman parte del catálogo de proyectos en fase de preproducción.